# Col de Joux Plane
Le col de Joux Plane (parfois écrit Joux-plaine) est un col de montagne situé en Haute-Savoie en France, dans la commune de Verchaix, à 1 712 mètres d'altitude.

## Toponymie
Le toponyme Joux désigne la présence de forêt dans des régions montagneuses que ce soit en bas latin (juria) ou latin médiéval (juria), tandis que le toponyme plane dériverait du latin planum et décrit un espace relativement plat,. Il devait donc s'agir initialement d'une étendue plane recouverte de forêt.

## Géographie

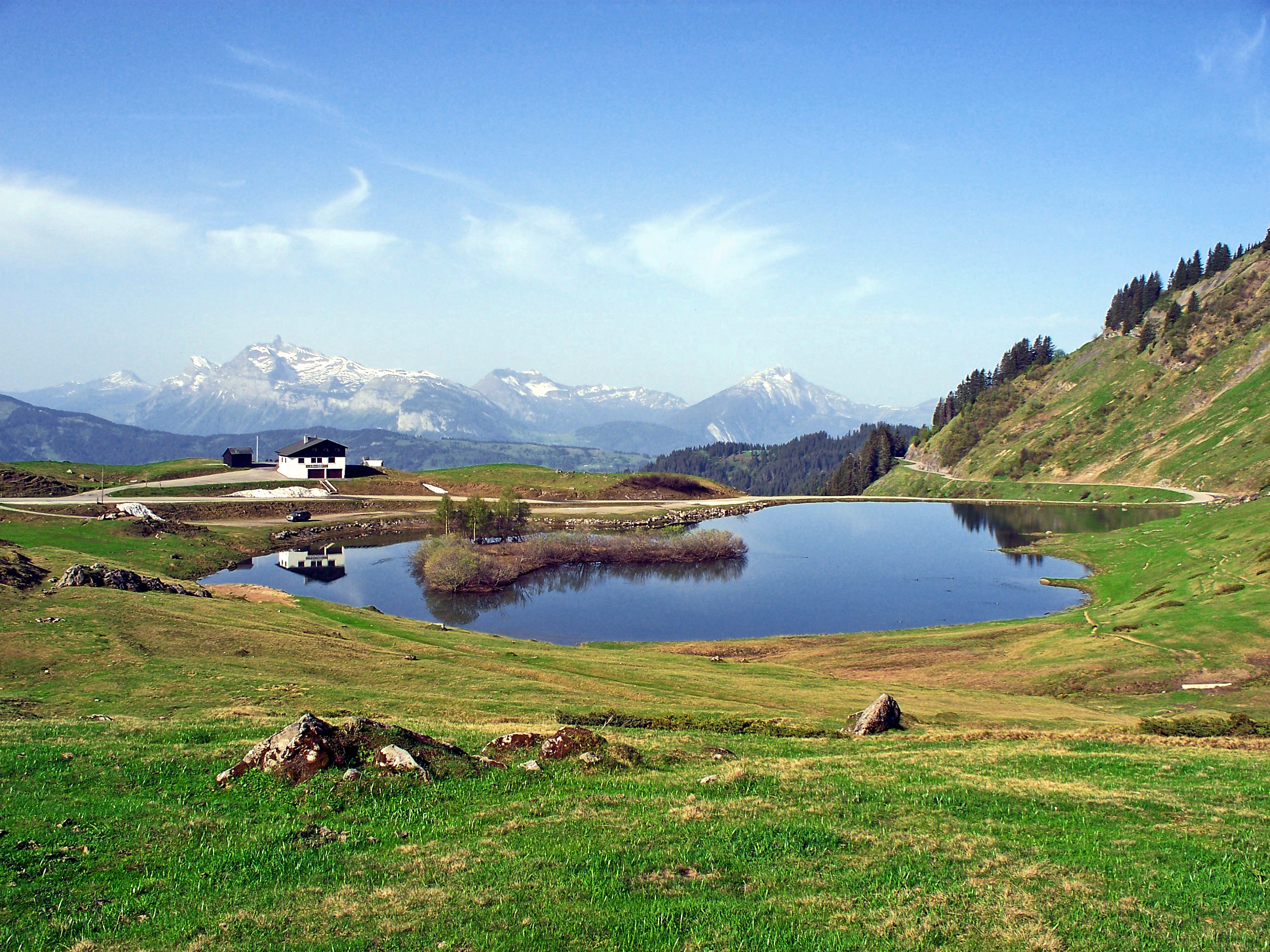
Vue du lac du col de Joux Plane, avec le sommet de la route, depuis le col géographique.

Le col de Joux Plane se situe sur la route départementale 354 reliant Samoëns à Morzine mais est localisé sur la commune de Verchaix à proximité de la limite communale avec Samoëns. Le sommet de la route passe à 1 690 mètres d'altitude, 350 m au sud du col géographique, qui est accessible par un sentier de randonnée pédestre. La route contourne la crête formée par la Tête du Vuargne (1 826 mètres d'altitude) et le lac de Joux Plane, puis passe par le col du Ranfolly (1 656 mètres d'altitude) avant de redescendre sur Morzine. Avec le col des Gets, le col de Joux Plane est le second accès permettant une communication directe entre la vallée d'Aulps et la vallée du Giffre.

## Cyclisme

### Profil de l'ascension
Son versant sud, escaladé par le Tour de France, est classé de difficulté hors catégorie (HC). Ce classement reflète son pourcentage élevé malgré une ascension plutôt courte.
Sur le versant sud au départ de Samoëns, plusieurs itinéraires permettent de grimper le col de Joux Plane. L’itinéraire le plus court est celui emprunté par le Tour de France, démarrant juste à côté du centre-ville de Samoëns, à la place des 7 Monts (698 m), pour 11,65 km à 8,5 % de moyenne. D’entrée, on entre dans le vif du sujet sur cette route de La Piaz avec 1,2 km sur des pentes abruptes aboutissant au lieu-dit Plan Praz sur les hauteurs du village. On accède cependant également à Plan Praz en suivant la D354 au départ de Samoëns, appelée la route des Moulins. L'ascension démarre ici au croisement (710 m) de la route de Sixt et du Clos Moccand Dans ce cas, après deux kilomètres à 5 et 6 %, un bon replat permet d’arriver à Plan Praz et le profil est un peu plus long pour 13 km à 7,5 %. Deux kilomètres après la jonction de ces deux routes, alors que la pente est repartie de plus belle, on a un nouveau replat sur une distance de 300 m au lieu-dit « La Combe aux Flés »(979 m). Mais la seconde partie du col est bien plus dure, à partir du croisement de Mévoutier (1 121 m d'altitude et au km 5,4 si on a démarré depuis le centre-ville de Samoëns) où se croisent la route classique depuis Samoëns, et la variante venant du hameau de Chantemerle (d’où on accède en quittant la route des Moulins). Désormais, il n’existe plus de répit jusqu’au sommet de la route, avec une dernière partie de 6,25 km à 9,1 %. Au-dessus de Mévoutier s’élèvent les lacets de la Combe Emeru avec souvent des pourcentages égaux ou supérieurs à 10 % notamment un passage à 13 % (au km 6,1 si on a démarré depuis la route de La Piaz). Après cela, la route continue de grimper sur des pourcentages avoisinant les 9 % mais la route devient boisée pour plusieurs kilomètres alors que jusque-là elle ne présentait pas d’ombre et c’était potentiellement difficile en cas de forte chaleur. À environ 2 km de l’objectif, on aperçoit enfin le col mais y parvenir reste pénible car la pente ne faiblit pas. De plus, la qualité du revêtement est plutôt moyenne ici et il vaut mieux être prudent dans la descente afin de ne pas se faire surprendre.
Outre la variante de Chantemerle (11,9 km à 8,5 %), il existe une autre variante depuis Le hameau de « Le Villard » (12,4 km à 8 %) au sud-est.

Joux Plane côté sud
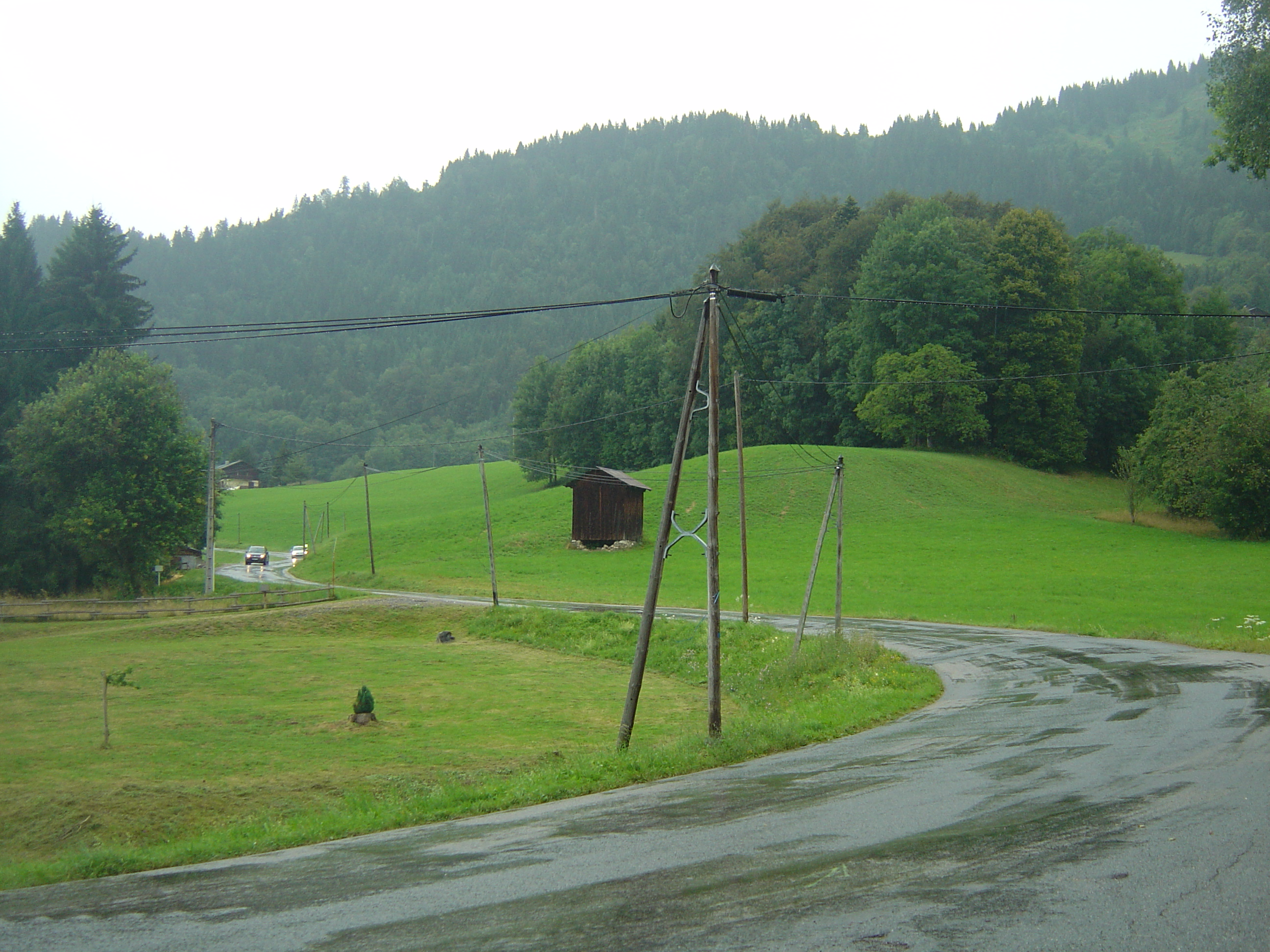
Replat au lieu-dit « La Combe aux Flés ».
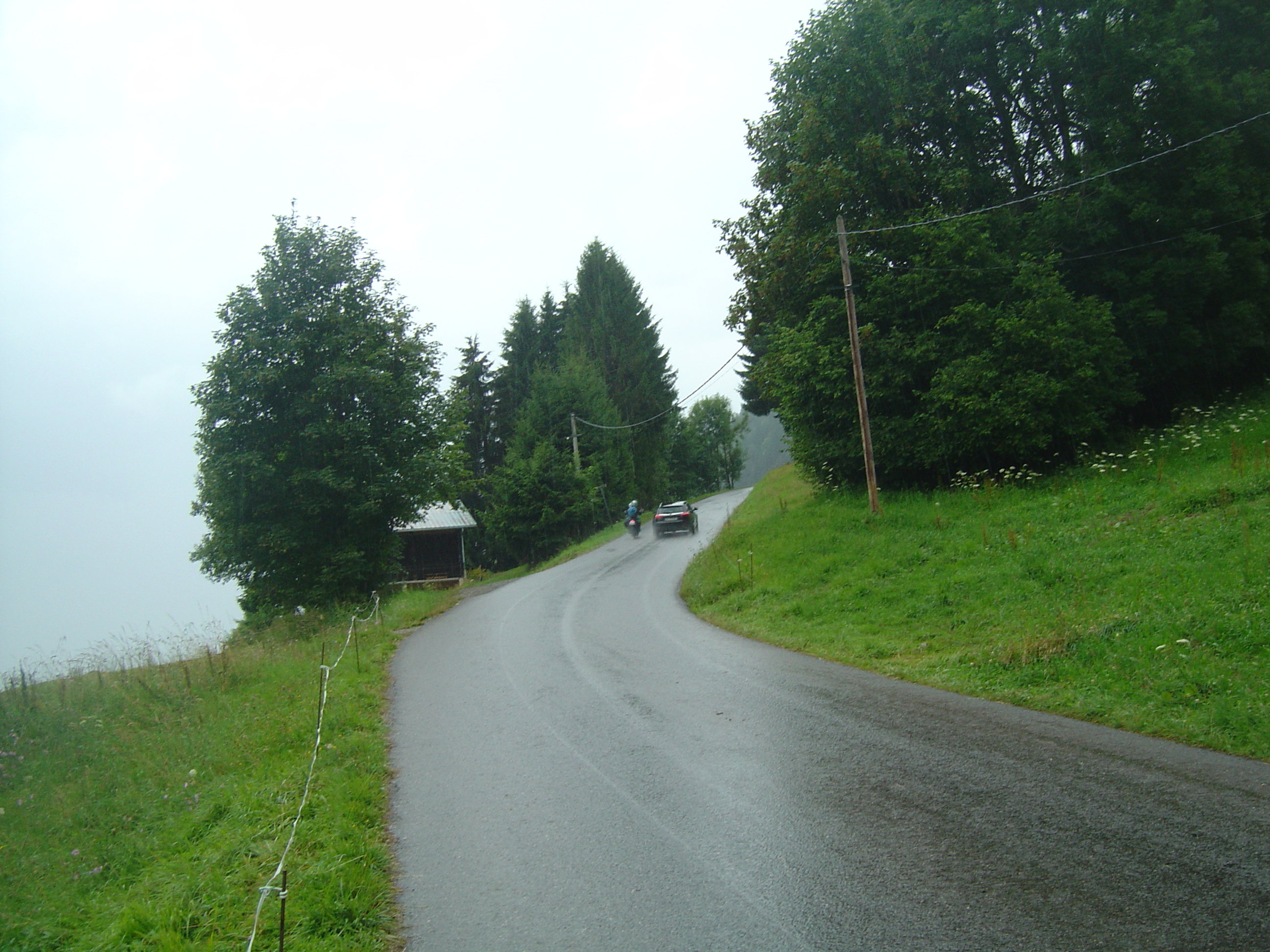
Passage à 13 % dans la Combe Emeru.
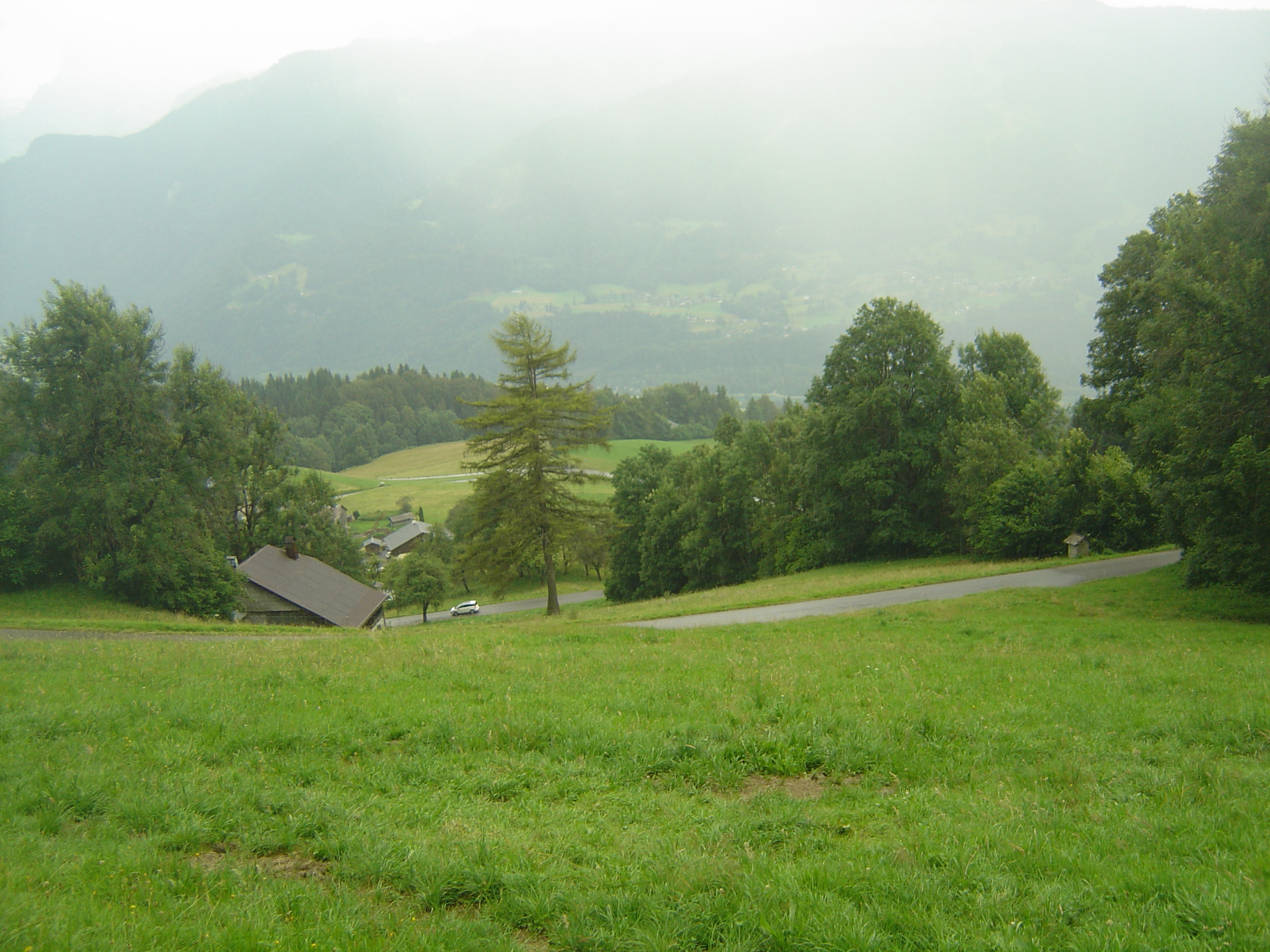
Vue d’ensemble de la Combe Emeru.
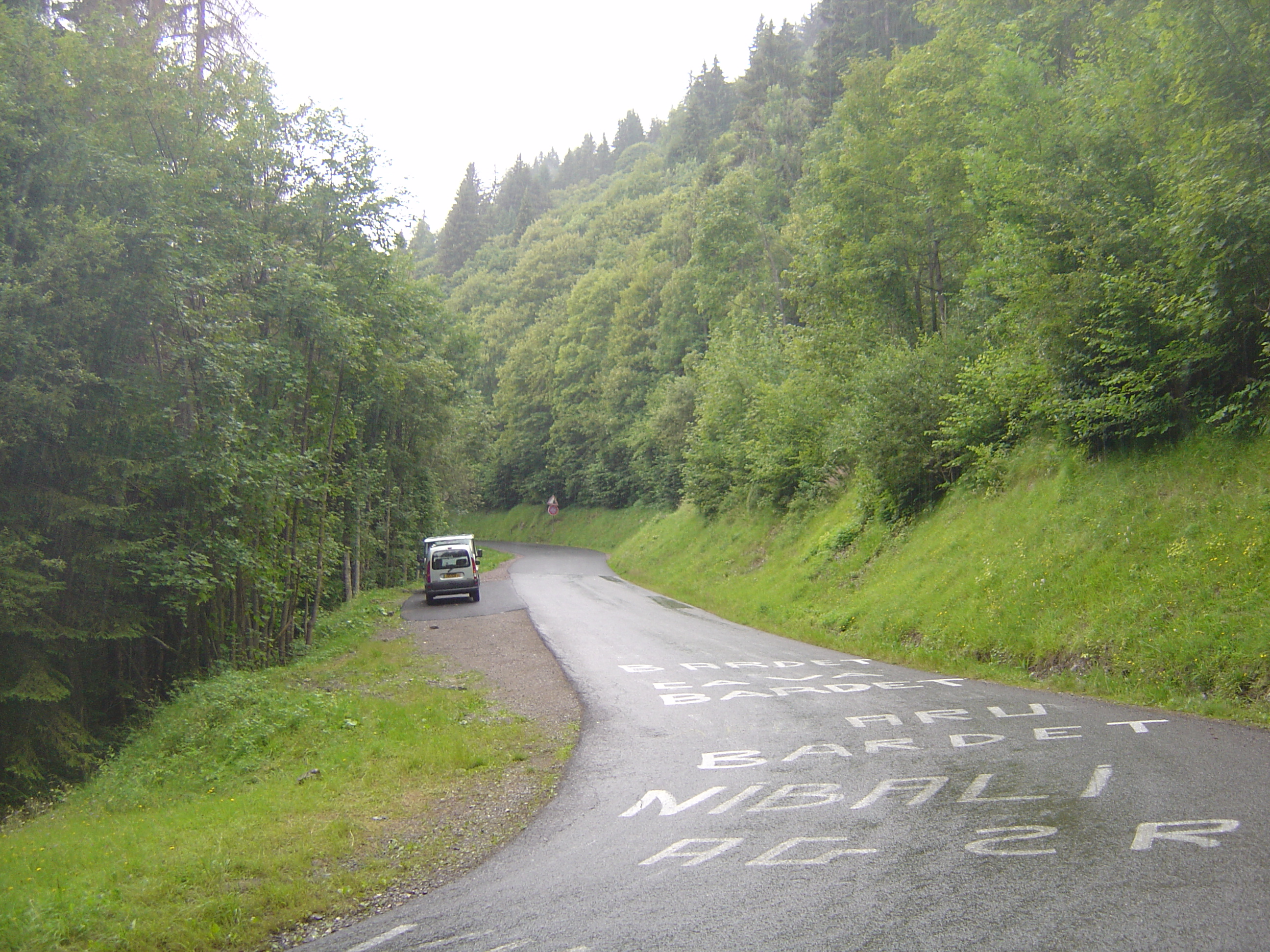
Début d’une portion boisée après la Combe Emeru.
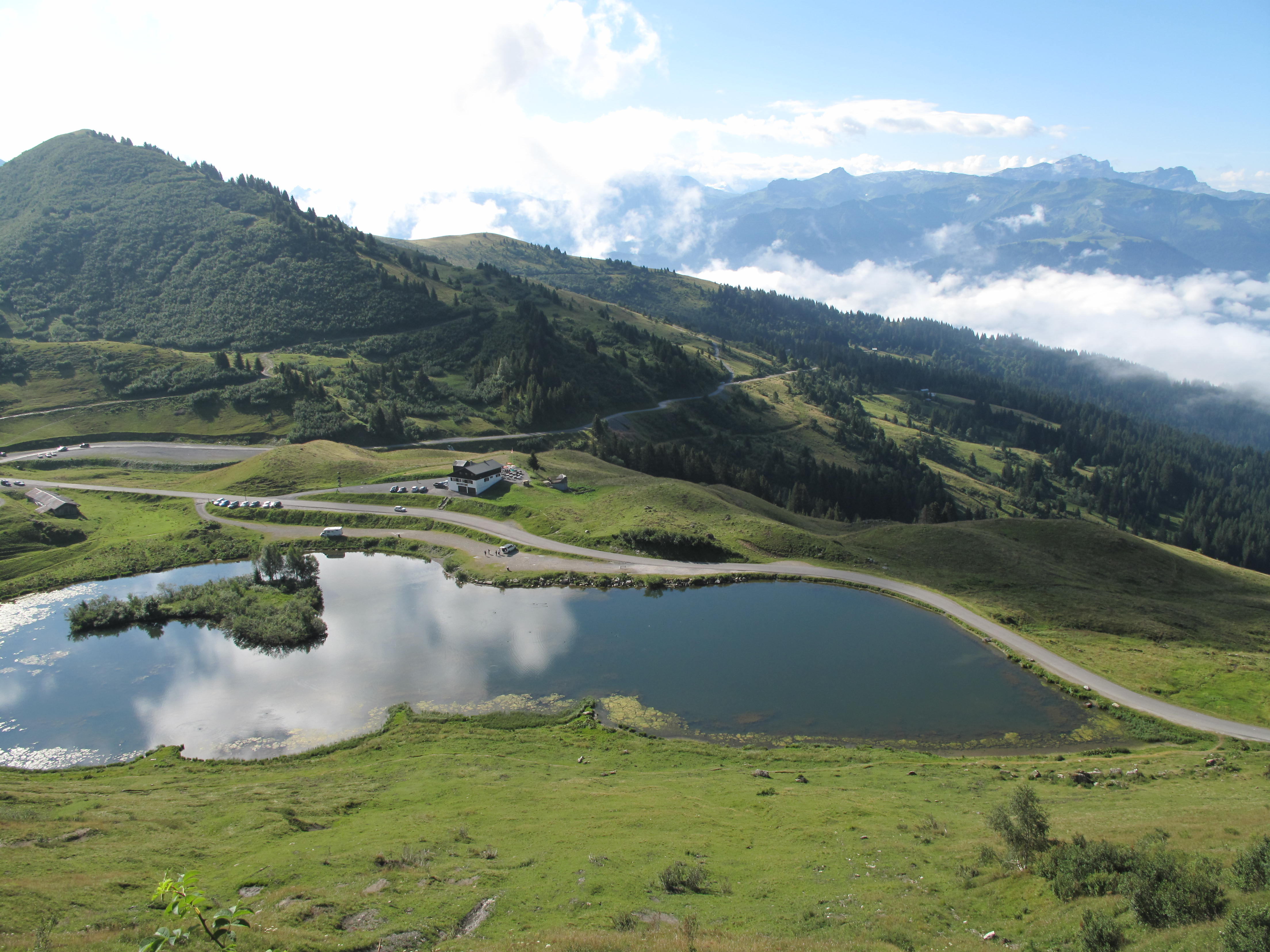
Le lac et plus loin le final de la route du versant sud.

Le versant nord part quant à lui de Morzine pour 10,7 km à 6,6 %; cependant cette moyenne est un peu tronquée car les trois ultimes kilomètres sont beaucoup plus faciles. Dès la sortie de la ville (985 m d’altitude), en prenant la route des Nants après le rond-point de l'avenue de Joux Plane, on trouve des pentes régulières à près de 10 % sur 2,5 km, alors que l’on traverse un hameau. Cependant, cette entame difficile est suivie d’un replat sur quelques hectomètres. Puis, alors que la pente repart de plus belle, quelques lacets aboutissent aux télésièges du Grand Pré (1 333 m). À partir de là, la route évolue dans une forêt de conifères et ce jusqu’au col de Ranfolly (1 656 m) au km 7,9. La difficulté devient progressive : d’abord à 7 %, l’approche de ce col est de plus en plus difficile avec des kilomètres affichés à 9 et 10 % qui précèdent l’arrivée au télésiège du col de Ranfolly d’autant que l’enrobé de la route est parfois moyen. Une petite descente suit mais il faut par la suite remonter jusqu’au col de Joux Plane (1 690 m, bien que le panneau annonce 1 700 m). Le dernier kilomètre est facile.

Joux Plane côté nord
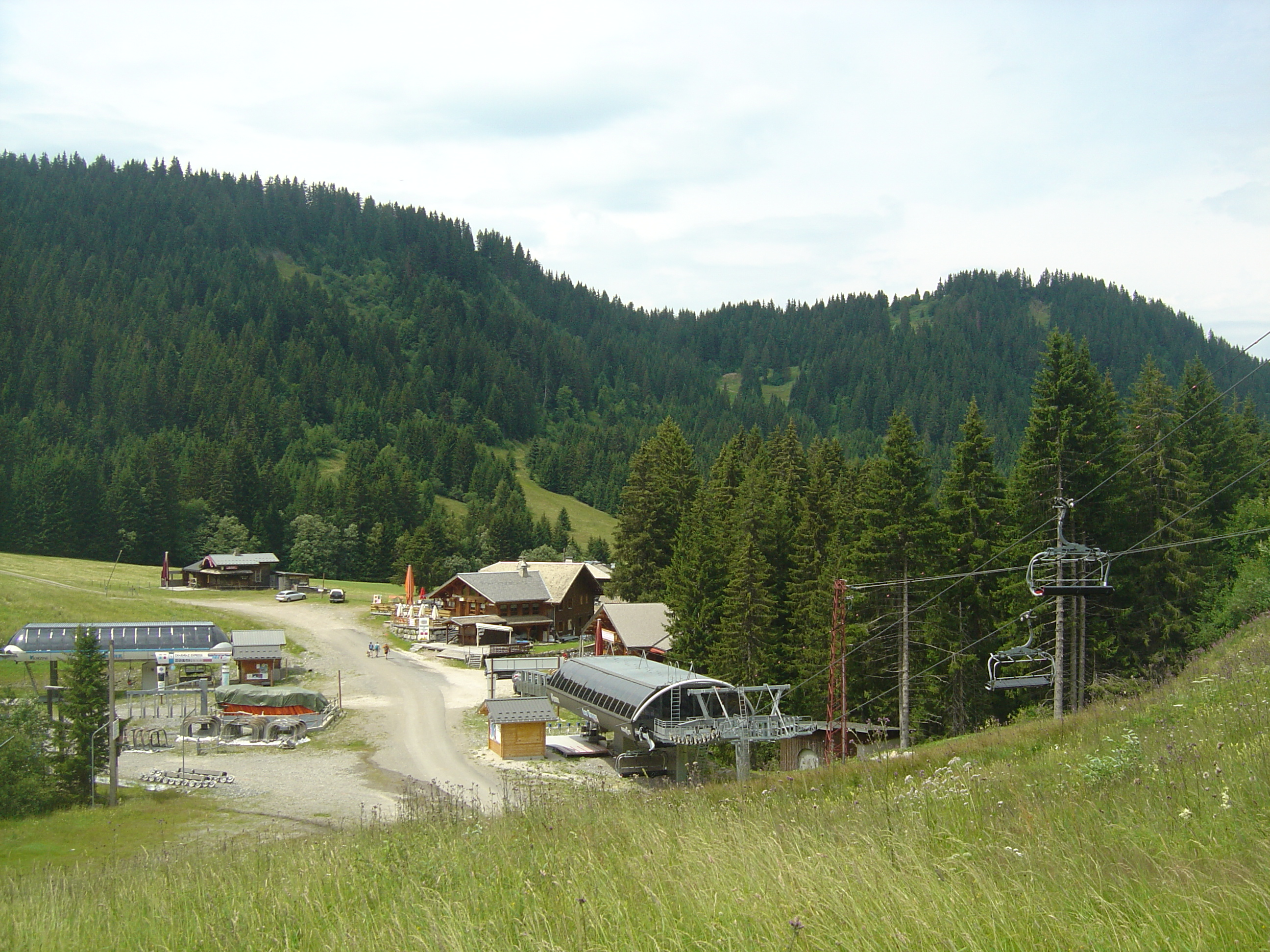
Télésièges du Grand Pré après environ 4 km d'ascension.
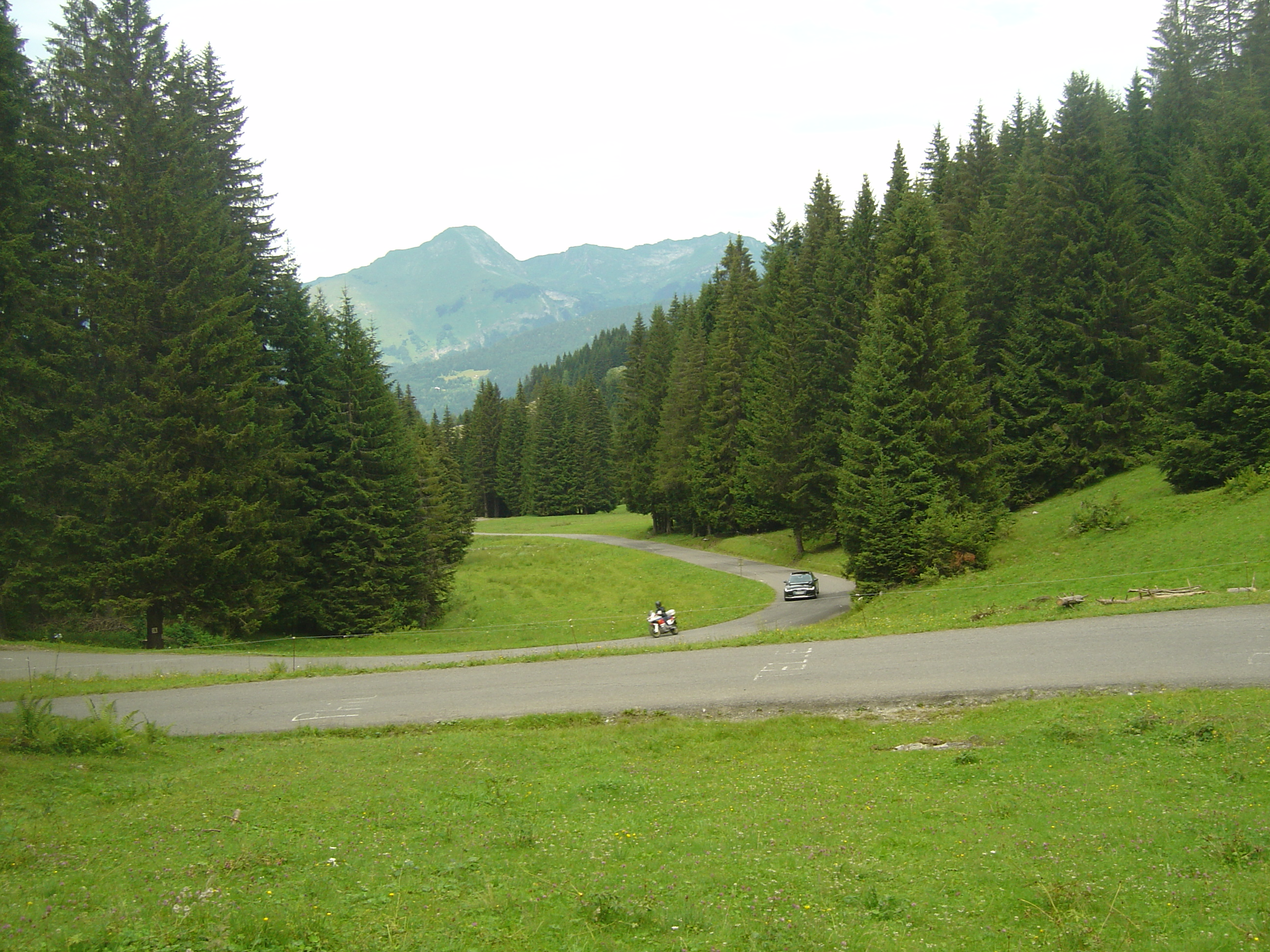
Portion boisée après les télésièges du Grand Pré.
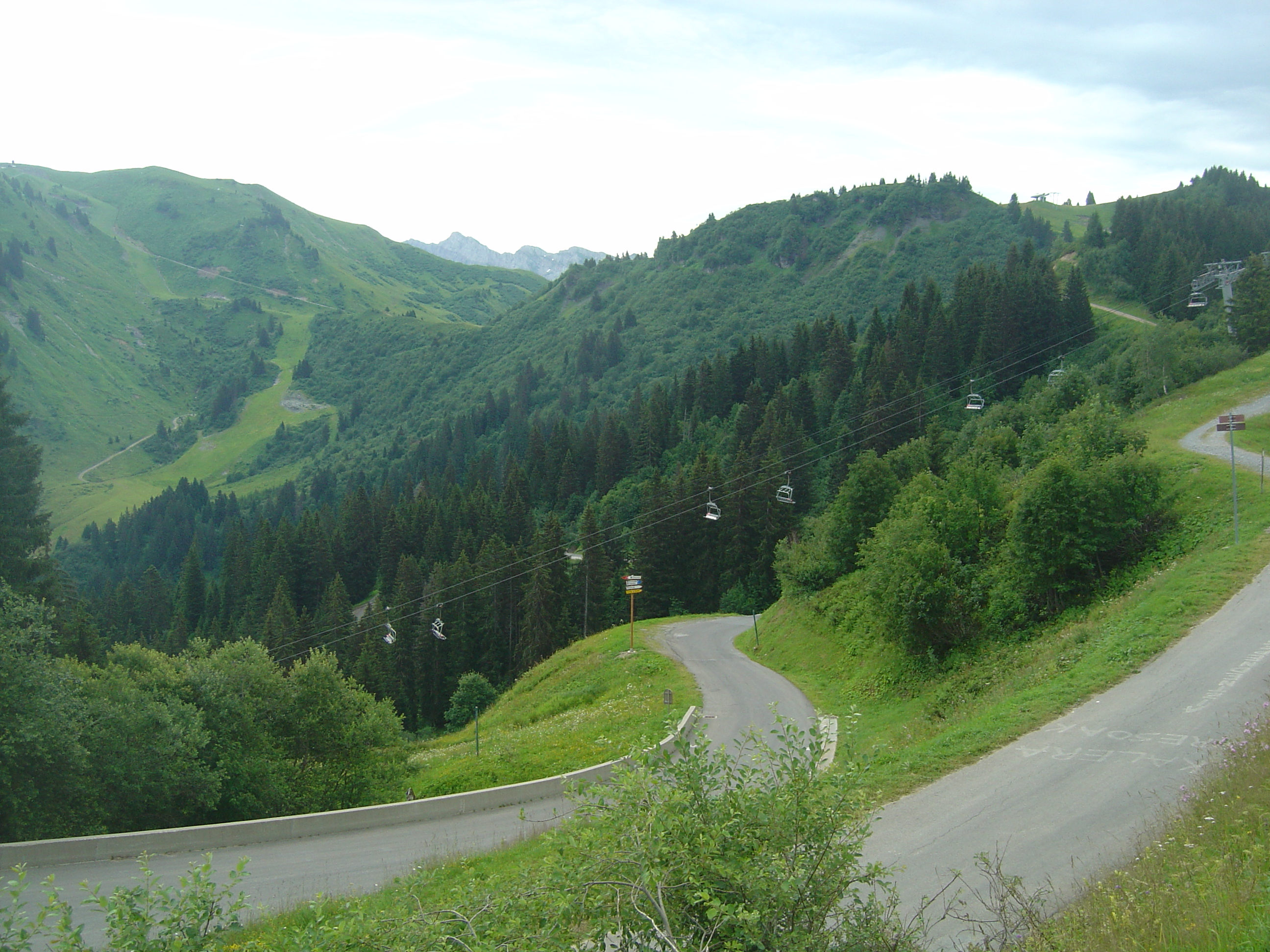
Lacet avant le col de Ranfolly.
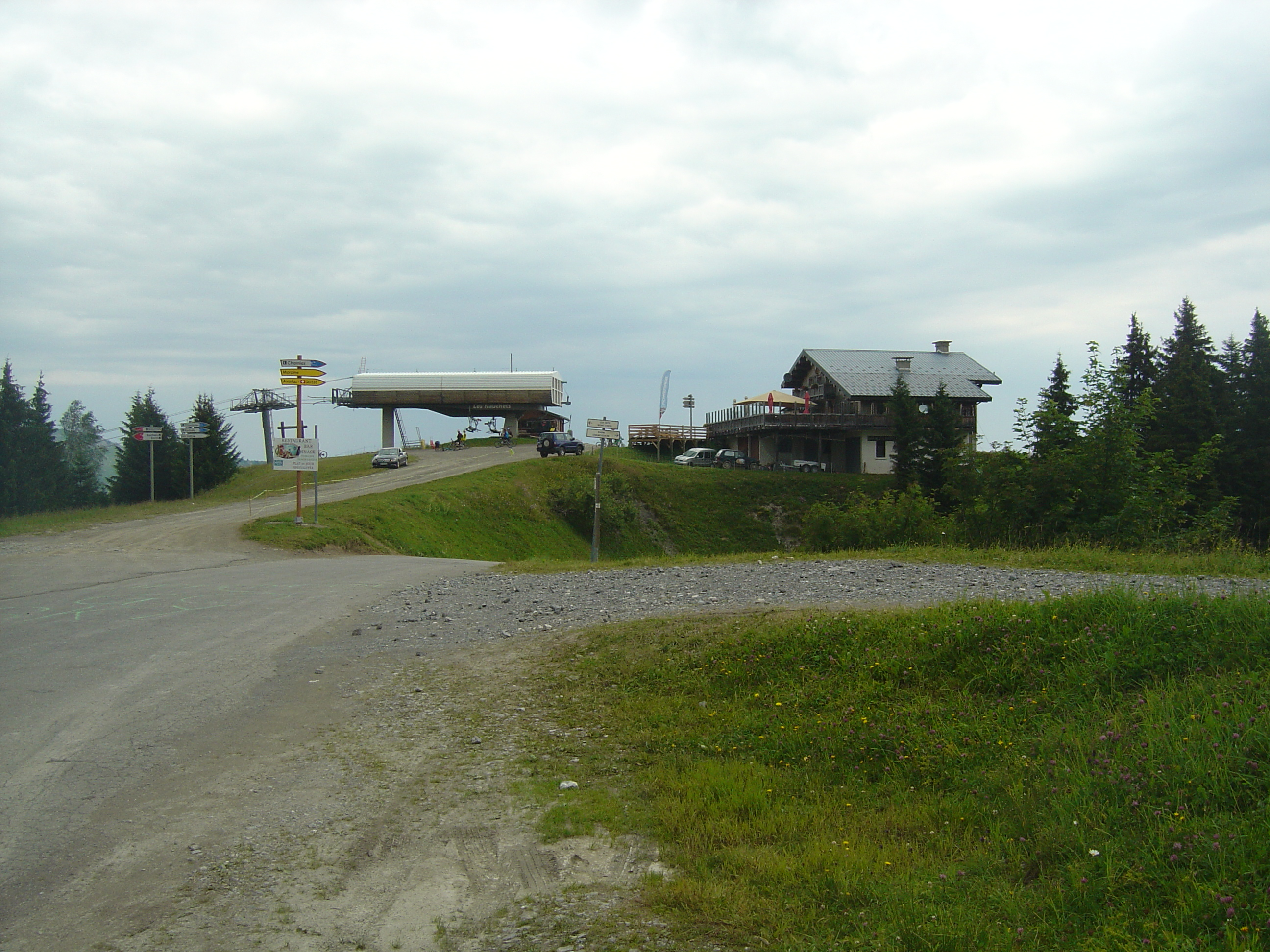
Col de Ranfolly (1 656 m) et son télésiège.
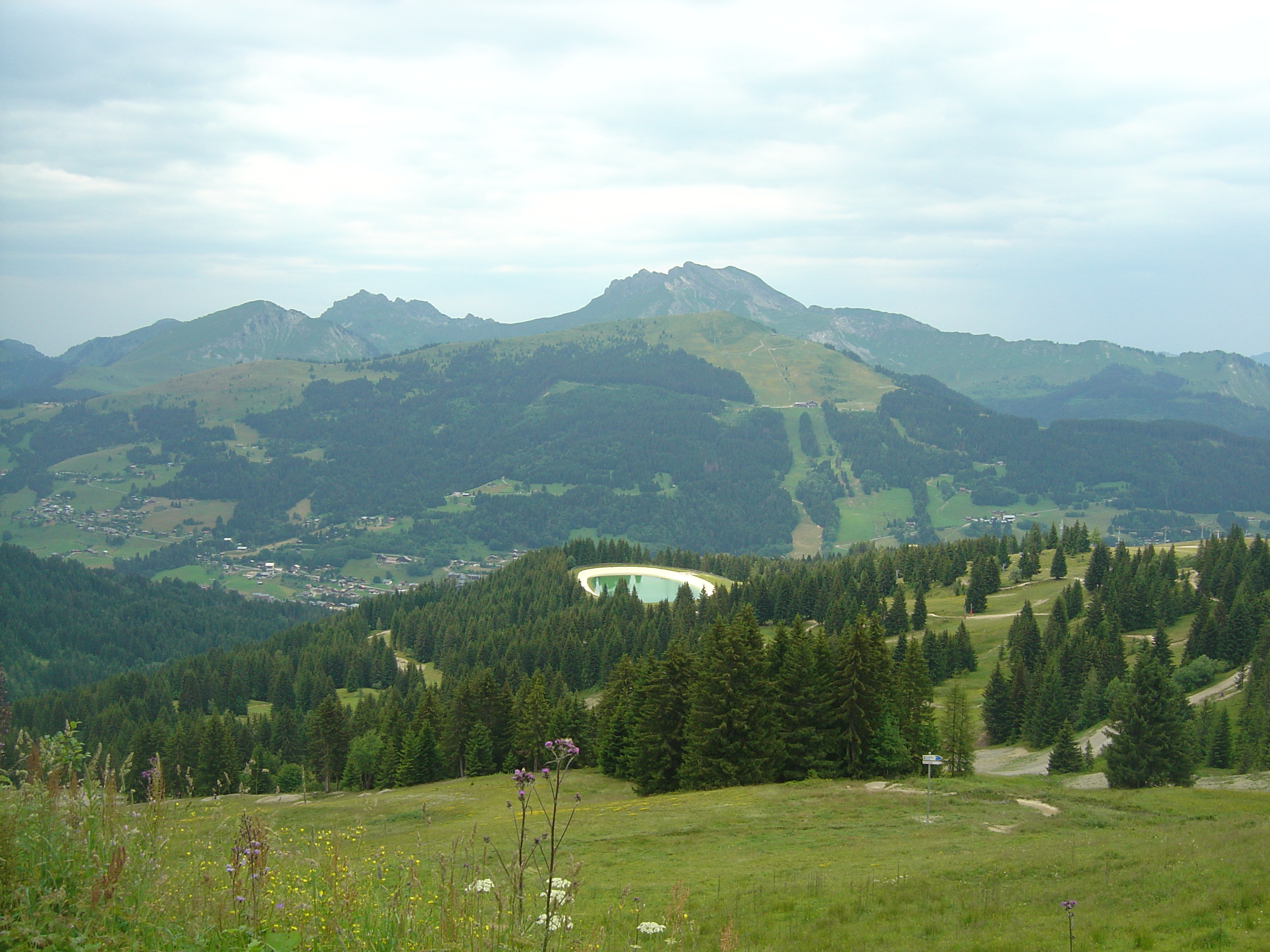
Vue depuis le col de Ranfolly en direction de la vallée de la Dranse.

### Tour de France
Le col de Joux Plane a été franchi au total à 11 reprises par le Tour de France. Il est classé hors catégorie depuis 1987. Voici les coureurs qui ont franchi les premiers le col :
| Année | Étape | Catégorie | Premier au sommet   |
| ----- | ----- | --------- | ------------------- |
| 1978  | 17e   | 1         | Christian Seznec    |
| 1980  | 17e   | 1         | Mariano Martínez    |
| 1981  | 18e   | HC        | Robert Alban        |
| 1982  | 17e   | 1         | Peter Winnen        |
| 1983  | 18e   | 1         | Jacques Michaud     |
| 1984  | 19e   | 1         | Ángel Arroyo        |
| 1987  | 22e   | HC        | Eduardo Chozas      |
| 1991  | 18e   | HC        | Thierry Claveyrolat |
| 1997  | 15e   | HC        | Marco Pantani       |
| 2000  | 16e   | HC        | Richard Virenque    |
| 2006  | 17e   | HC        | Floyd Landis        |
| 2016  | 20e   | HC        | Jarlinson Pantano   |
| 2023  | 14e   | HC        | Jonas Vingegaard    |

Le col a toujours été franchi en cours d'étape, l'arrivée étant placée à Morzine, située à moins de 15 km au pied de la descente. De ce fait, il a toujours été grimpé par son versant sud. Cette descente, réputée rapide et technique, renforce le rôle déterminant du col, pour la victoire d'étape et la lutte pour le classement général.

### Critérium du Dauphiné
Dans les mêmes conditions que le Tour de France (grimpée par Samoëns, arrivée en descente à Morzine), le critérium du Dauphiné libéré est passé à plusieurs reprises par le col de Joux Plane.
| Année | Étape | Premier au sommet |
| ----- | ----- | ----------------- |
| 2002  | 7e    | Lance Armstrong   |
| 2005  | 6e    | Santiago Botero   |
| 2012  | 6e    | Nairo Quintana    |
| 2021  | 8e    | Mark Padun        |

- 2021 : Parti dans une échappée à 18, le coureur de la Bahrain Victorious s’est finalement lancé dans un nouveau raid solitaire au pied du col de Joux Plane, à 27 km de l’arrivée. Ayant réalisé une moisson de points pour le classement de la montagne durant toute la journée, Padun se pare du maillot à pois et remporte une deuxième victoire[17] en deux jours dans le Dauphiné[18].

### Tour de France Femmes
Le col de Joux Plane est pour la première fois au programme du Tour de France Femmes en 2025, lors de la 9e et dernière étape entre Praz-sur-Arly et Châtel. Classé hors catégorie, il est franchi en tête, depuis le versant côté Samoëns, par la Néerlandaise Anna van der Breggen.

## Culture populaire
Le col de Joux-Plane est l'une des pistes de rallyes reproduites dans le jeu Richard Burns Rally sur PS2.